# William Somerset Maugham
Pour les articles homonymes, voir William Somerset.
William Somerset Maugham [ˈsʌməsɪt mɔːm] (Paris, 25 janvier 1874 – Nice, 16 décembre 1965) est un romancier, nouvelliste, dramaturge britannique, docteur en médecine et espion. Il fut l'un des écrivains britanniques les plus populaires de son époque.

## Naissance
William Somerset Maugham naît à Paris en 1874, quatrième fils de parents britanniques vivant en France et qui avaient organisé la naissance de leur enfant pour qu’elle ait lieu à l’ambassade britannique, de telle façon que – si ce n’est pour la géographie, du moins pour la loi – il soit né au Royaume-Uni, ce qui par ailleurs lui permettrait de ne pas être soumis au service militaire français.
Son père, Robert Ormond Maugham, âgé alors de cinquante ans, était un juriste anglais chargé des affaires juridiques de l'ambassade britannique à Paris. Son grand-père, également prénommé Robert, était également un juriste de renom et l'un des fondateurs de l’English Law Society. On s'attendait donc à ce que l’enfant marchât sur leurs traces. Ce fut en fait son frère aîné Frederic Herbert Maugham qui embrassa la carrière juridique et fut lord chancelier entre 1938 et 1939.
Âgée de 35 ans à la naissance de William, sa mère Edith Mary Snell, fille d’un commandant de l'armée coloniale britannique aux Indes, souffrait de tuberculose pulmonaire et les médecins lui prescrivirent les accouchements comme remède. William avait trois frères plus âgés, qui étaient tous déjà pensionnaires au Dover College en Angleterre alors qu'il n'avait que trois ans ; il fut donc élevé comme un enfant unique.

## Enfance
L’enfant grandit au cœur de Paris, dans un monde « proustien » de bourgeois fortunés et cosmopolites. Le salon familial accueille écrivains et peintres, l'appartement est riche en livres et objets d'art. Confié à des gouvernantes françaises, il ne fréquente que des petits Parisiens de bonne famille, passe l'été à Trouville, l'hiver à Pau avec sa mère, beauté et modèle de piété, qu'il vénère. Le premier auteur qu’il lit est Jean de La Fontaine, dont il récite les fables à sa mère à l’heure du thé.
« It was France that educated me, France that taught me to value beauty, distinction, wit and good sense, France that taught me to write. »
Il a huit ans lorsque sa mère meurt à quarante et un ans de la tuberculose, après avoir accouché d’un fils mort-né. Traumatisé par cette disparition, Somerset gardera la photo de sa mère dans sa chambre toute sa vie. Deux ans plus tard, son père meurt d'un cancer. Ces morts précoces auraient déclenché le bégaiement sévère qui l'affligea toute sa vie.
Bien que ne parlant que français, il est recueilli par un oncle paternel, Henry MacDonald Maugham, vicaire anglican de Whitstable, un petit port du Kent dans le sud de l’Angleterre. Cet oncle, quinquagénaire snob marié à une aristocrate allemande, sans enfant, sera, semble-t-il, le modèle du missionnaire de la célèbre nouvelle Rain.
De 1885 à 1889, il étudie à la King’s School de Cantorbéry. En hiver 1888, à la suite d'une pleurésie, il fait un séjour à Hyères (Côte d'azur), puis un second séjour l’hiver suivant et part pour Heidelberg, où il étudie l’allemand de 1890 à 1892.

## Carrière
Somerset Maugham est bisexuel,, ; sa vie personnelle a été à ce propos parfois rapprochée de celle d'Oscar Wilde.
En 1892, il entreprend des études de médecine.
En 1894, il effectue un voyage en Italie, avec escale à Paris lors de vacances universitaires. Il aimera toujours la liberté tant artistique que sexuelle qu'il y découvre.
En 1895, âgé de vingt et un ans, étudiant en médecine à Londres, il voit Oscar Wilde, qu’il admire. Celui-ci vient de rencontrer le succès avec sa brillante comédie L'Importance d'être Constant (The Importance of Being Earnest) mais doit affronter le scandale de ses relations homosexuelles. Dès lors, Maugham décide de vivre sa vie affective hors de ce pays si rigoriste.
Toute sa vie, il errera sur le plan linguistique comme sexuel, en quête d’ancrage.
En 1897, il obtient son diplôme de médecine ; il tente de vivre de sa plume.
En 1915, pendant la Première Guerre mondiale, Maugham rencontre un responsable du renseignement qui le recrute au sein du Secret Intelligence Service (SIS). Son premier roman, Servitude humaine (Of Human Bondage), venant de paraître, le SIS estime que son activité d'auteur pourrait lui servir de couverture à ses activités d'espionnage et il est ainsi envoyé à Genève. En  juin 1917, Maugham est envoyé par Sir William Weisman, un responsable du SIS, en Russie à Saint-Pétersbourg pour une mission secrète dont le but est de soutenir le gouvernement provisoire contre les Bolchéviques, qui finalement prendront le pouvoir quatre mois et demi plus tard. Certaines de ses histoires d'expériences d'espionnage violaient la loi britannique en matière de secret ;  Maugham a dû se résoudre à les détruire.
En 1915, année de la naissance de sa fille Liza, qu'il a eue avec Syrie Wellcome qu'il épouse en 1917, il entame une liaison avec Gerald Haxton, jeune Américain de vingt-trois ans, qui se poursuivra jusqu'à la mort de ce dernier en 1944. Il passera la seconde partie de sa vie avec Alan Searle (1905-1985), surnommé le « bronzino boy » (rencontré en 1928), qui veillera sur lui avec beaucoup de tendresse jusqu'à la fin. Pour le remercier, Maugham l'adoptera. Gerald restera cependant le grand amour de sa vie.
À partir de 1927 il habite en France à la Villa La Mauresque au cap Ferrat (Alpes-Maritimes).  
Il pourrait avoir été l’auteur le mieux payé des années 1930.
Maugham est nommé dans l'Ordre des compagnons d'honneur, CH, le 10 juin 1954 (London Gazette du 10 juin).
En 1954, dans un essai, il établit une liste de dix romanciers et des dix romans qui, selon lui, appartiennent à la catégorie des plus grands (cinq en anglais, trois en français, deux en russe) :
- Histoire de Tom Jones, enfant trouvé, de Henry Fielding ;
- Orgueil et Préjugés, de Jane Austen ;
- Le Rouge et le Noir, de Stendhal ;
- Le Père Goriot, d'Honoré de Balzac ;
- David Copperfield, de Charles Dickens ;
- Madame Bovary, de Gustave Flaubert ;
- Moby Dick, d'Herman Melville ;
- Les Hauts de Hurlevent, d'Emily Brontë ;
- Les Frères Karamazov, de Fiodor Dostoïevski ;
- Guerre et Paix, de Léon Tolstoï.

Il est l'oncle de l'écrivain Robin Maugham.

## Œuvres
Pendant sa longue carrière d'écrivain, Maugham publie des comédies, des romans psychologiques, des récits d'espionnage et plus de cent nouvelles.

### Romans
- 1897 : Liza of Lambeth (Liza de Lambeth)
- 1898 : The Making of a Saint
- 1901 : The Hero
- 1902 : Mrs Craddock (Mrs Craddock)
- 1904 : The Merry-go-round (Mademoiselle Ley ou Manèges)
- 1906 : The Bishop's Apron (thème repris de la pièce Loaves and Fishes)
- 1908 : The Explorer
- 1908 : The Magician (Le Magicien)
- 1915 : Of Human Bondage (Servitude humaine)
- 1919 : The Moon and Sixpence (L’Envoûté)
- 1925 : The Painted Veil (La Passe dangereuse)
- 1930 : Cakes and Ale, or the Skeleton in the Cupboard (La Ronde de l'amour)
- 1932 : The Narrow Corner (Le Fugitif)
- 1937 : Theatre (La Comédienne)
- 1939 : Christmas Holiday (Vacances de Noël)
- 1941 : Up at the Villa (Il suffit d'une nuit)
- 1942 : The Hour Before Dawn
- 1944 : The Unconquered
- 1944 : The Razor's Edge (Le Fil du rasoir)
- 1946 : Then and Now (Plus ça change ou La Mandragore)
- 1946 : Of Human Bondage : An Address
- 1948 : Catalina (Catalina)

### Théâtre
Année de publication originale, titre original, précisions et titre français s'il y a lieu
- 1903 : Marriages Are Made in Heaven, première version créée à Berlin en 1902 sous le titre Schiffbrüchig
- 1903 : A Man of Honour
- 1904 : Mademoiselle Zampa
- 1912 : Lady Frederick
- 1912 : Jack Straw, première version créée en 1908
- 1912 : Mrs Dot, première version créée en 1908
- 1912 : Penelope, première version créée en 1909
- 1912 : The Explorer
- 1913 : The Tenth Man, première version créée en 1910
- 1913 : Landed Gentry
- 1913 : Smith
- 1913 : The Land of Promise
- 1913 : The Perfect Gentleman, adaptation de la nouvelle éponyme et de Le Bourgeois Gentilhomme de Molière
- 1918 : Love in a Cottage
- 1919 : Home and Derby (Avant le Derby)
- 1920 : The Unknown, pièce basée sur le roman The Hero paru en 1901
- 1921 : The Circle (Le Cercle)
- 1922 : Caesar's Wife
- 1922 : East of Suez
- 1923 : The Camel's Back
- 1923 : Our Betters, première version écrite en 1917 (Nos chefs)
- 1923 : Home and Beauty
- 1923 : The Unattainable, d'après son roman The Bishop's Apron (1906) (Caroline)
- 1924 : Loaves and Fishes, première version créée en 1911
- 1927 : The Constant Wife (Constance)
- 1927 : The Letter, adaptation pour la scène de la nouvelle éponyme (La Lettre)
- 1928 : The Sacred Flame (Le Cyclone)
- 1930 : The Bread-Winner
- 1932 : For Services Rendered
- 1933 : The Mask and the Face, satire inspirée d'une pièce de L. Chiarelli
- 1933 : Sheppey

### Recueils de nouvelles
- 1899 : Orientations
- 1921 : The Trembling of a Leaf (L'Archipel aux sirènes[17])
- 1926 : The Casuarina Tree (Le Sortilège malais), l'un des 100 Key Books of The Modern Movement 1880-1950 de Cyril Connolly
- 1928 : Ashenden: Or the British Agent (Mr Ashenden, agent secret)
- 1930 : The Letter (Stories of Crime)
- 1931 : Six Stories Written in the First Person Singular (Amours singulières)
- 1932 : The Book-Bag
- 1933 : Ah King (La Femme dans la jungle)
- 1934 : The Judgement Seat
- 1936 : Cosmopolitans - Very Short Stories
- 1939 : Princess September and The Nightingale
- 1940 : The Mixture as Before
- 1947 : Creatures of Circumstance (Rencontres et Hasards)
- 1951 : The Complete Short Stories

### Nouvelles
Ordre alphabétique anglais, année de publication originale, v1-4: Volume des "Complete Short Stories (1951)" dans lequel est reprise la nouvelle, titre de la traduction française
- 1. A Bad Example, 1899
- 2. A Casual Affair, novembre 1934 (v4 ; Une passade)
- 3. A Chance Acquaintance (ultérieurement intégrée à la nouvelle Mr Harrington's Washing)
- 4. A Domiciliary Visit (ultérieurement intégrée à la nouvelle Miss King)
- 5. A Friend in Need, août 1925 (v2 ; Une amitié à toute épreuve)
- 6. A Man from Glasgow, juillet 1947 (v1 ; Un homme de Glasgow)
- 7. A Man with a Conscience, juin 1939 (v4 ; Un homme de scrupule)
- 8. A Marriage of Convenience, 1906 (v4 ; Un mariage de raison)
- 9. A Point of Law, 1903
- 10. A String of Beads, avril 1927 (v1 ; Un collier)
- 11. A Traveller in Romance, 1909
- 12. A Trip to Paris (ultérieurement intégrée à la nouvelle Giulia Lazzari)
- 13. A Woman of Fifty, mai 1946 (v4 ; Une femme de cinquante ans)
- 14. An Irish Gentleman, 1904
- 15. An Official Position, juillet 1937 (v4 ; Un emploi officiel)
- 16. Appearance and Reality, novembre 1934 (v1 ; Apparence et Réalité)
- 17. Before the Party, décembre 1922 (v1 ; Avant la réception)
- 18. Behind the Scenes (ultérieurement intégrée à la nouvelle His Excellency)
- 19. Cousin Amy, 1908 (réécrite plus tard sous le titre The Luncheon)
- 20. Cupid and The Vicar of Swale, 1900
- 21. Daisy, 1899
- 22. De Amicitia, 1899
- 23. Episode, mars 1947 (v4 ; Fait divers)
- 24. Faith, 1899
- 25. Flirtation, nouvelle parue 1906, écrite en 1904
- 26. Flotsam and Jetsam, juillet 1947 (v2 ; Bris et Débris)
- 27. Footprints in the Jungle, janvier 1927 (v2 ; Les Empreintes dans la jungle)
- 28. French Joe, janvier 1926 (v3 ; Joe le Français)
- 29. German Harry, janvier 1924 (v3 ; Harry l'Allemand)
- 30. Gigolo and Gigolette, mars 1935 (v1 ; Gigolo et Gigolette)
- 31. Giulia Lazzari, 1928 (v3 ; Giulia Lazzari)
- 32. Good Manners, 1907
- 33. Gustav (ultérieurement intégrée à la nouvelle The Traitor)
- 34. His Excellency, 1927 (v3 ; Son Excellence)
- 35. Home, novembre 1925 (v1 ; Le Retour au bercail)
- 36. Honolulu, octobre 1921 (v1 ; Honolulu)
- 37. In a Strange Land, février 1924 (v2 ; En pays étranger)
- 38. Jane, avril 1923 (v2 ; Jane)
- 39. Lady Habart, 1900
- 40. Lord Mountdrago, février 1939 (v2 ; Lord Montdrago)
- 41. Louise, septembre 1925 (Louise)
- 42. Love and Russian Literature (ultérieurement intégrée à la nouvelle Mr Harrington's Washing)
- 43. Mabel, 1924, nouvelle version en 1930 (v4 ; Mabel)
- 44. Mackintosh, novembre 1920 (v1 ; Mackintosh)
- 45. Masterson, février 1930 (v4 ; Masterson)
- 46. Mayhew, janvier 1924 (v4 ; Mayhew)
- 47. Mirage, février 1930 (v4 ; Mirage)
- 48. Miss King, 1928 (v3 ; Miss King)
- 49. Mr Harrington’s Washing, 1928 (v3 ; Le Linge de Mr. Harrington)
- 50. Mr Know-All, janvier 1925 (v1 ; Monsieur Je-sais-tout)
- 51. Neil MacAdam, février 1932 (v4 ; Neil MacAdam)
- 52. P & O, février 1923 (v4 ; Messageries d'Orient)
- 53. Princess September, décembre 1922 (v4 ; La Princesse Septembre)
- 54. Pro Patria, 1903
- 55. R. (ultérieurement intégrée à la nouvelle Miss King)
- 56. Rain, avril 1921 (v1 ; Pluie)
- 57. Raw Material, décembre 1923 (v4 ; La Matière première)
- 58. Red, avril 1921 (v4 ; Le Rouquin)
- 59. Salvatore, juillet 1924 (v4 ; Salvatore)
- 60. Sanatorium, décembre 1938 (v3 ; Sanatorium)
- 61. Straight Flush, juin 1929 (v4 ; Quinte floche à cœur)
- 62. The Alien Corn, août 1931 (v2 ; Le Pain de l'exil)
- 63. The Ant and the Grasshopper, octobre 1924 (v1 ; La Cigale et la Fourmi)
- 64. The Back of Beyond, juillet 1931 (v4 ; Au bout du monde)
- 65. The Book-Bag, avril 1932 (v4 ; Le Sac de livres)
- 66. The Bum, février 1929 (v2 ; Le Clochard)
- 67. The Buried Talent, 1934
- 68. The Choice of Amyntas, 1899
- 69. The Closed Shop, septembre 1926 (v2 ; Le Monopole)
- 70. The Colonel’s Lady, mars 1946 (v2 ; Madame la Colonelle)
- 71. The Consul, octobre 1922 (v2 ; Le Consul)
- 72. The Creative Impulse, août 1926 (v2 ; L'Élan créateur)
- 73. The Criminal, 1904
- 74. The Dark Woman (ultérieurement intégrée à la nouvelle The Hairless Mexican)
- 75. The Door of Opportunity, septembre 1931 (v2 ; L'Occasion manquée)
- 76. The Dream, mai 1924 (v2 ; Le Rêve)
- 77. The End of the Flight, mai 1926 (v4 ; Le Fuyard)
- 78. The Escape, février 1925 (v1 ; La Planche de salut)
- 79. The Facts of Life, avril 1939 (v1 ; La Leçon des choses)
- 80. The Fall of Edward Barnard, octobre 1921 (v1 ; La Déchéance d'Edward Barnard)
- 81. The Flip of a Coin (ultérieurement intégrée à la nouvelle His Excellency), 1927 (Pile ou Face)
- 82. The Force of Circumstance, janvier 1924 (v2 ; La Forces des choses)
- 83. The Fortunate Painter, mars 1906
- 84. The Four Dutchmen, février 1929 (v4 ; Les Quatre Hollandais)
- 85. The French Governor
- 86. The Greek (ultérieurement intégrée à la nouvelle The Hairless Mexican)
- 87. The Hairless Mexican, 1927 (v3 ; Le Mexicain chauve)
- 88. The Happy Couple, février 1943 - première version en 1908 (v1 ; Un couple heureux)
- 89. The Happy Man, janvier 1924 (v1 ; Un homme heureux)
- 90. The Human Element, décembre 1930 (v2 ; Le Facteur humain ou "La bête humaine")
- 91. The Judgement Seat, décembre 1934 (v1 ;Le Tribunal)
- 92. The Kite, juillet 1947 (v4 ; Le Cerf-volant)
- 93. The Letter, mai 1924 (v4 ; La Lettre)
- 94. The Lion’s Skin, novembre 1937 (v1 ; La Peau du lion)
- 95. The Lotus Eater, avril 1946 (v4 ; Le Lotophage)
- 96. The Luncheon, juin 1924 - première version en 1908 (v1 ; Le Déjeuner)
- 97. The Making of a Millionaire, 1906
- 98. The Man with the Scar, octobre 1925 (v2 ; Le Balafré)
- 99. The Mother, juillet 1947 - première version en 1909 (La Mère)
- 100. The Noblest Act
- 101. The Opium Addict
- 102. The Outstation, août 1924 (v4 ;Le Poste dans la brousse)
- 103. The Poet, septembre 1924 (v1 ; Le Poète)
- 104. The Point of Honour, mars 1947 (v1 ; Le Point d'honneur)
- 105. The Pool, septembre 1921 (v1 ; Le Lac)
- 106. The Portrait of a Gentleman, juin 1925 (v4 ; Portrait d'un gentleman)
- 107. The Promise, février 1926 (v1 ; Le Serment)
- 108. The Punctiliousness of Don Sebastian, 1899
- 109. The Romantic Young Lady, juin 1947 (v1 ; Une jeune fille romantique)
- 110. The Round Dozen, mars 1924 (v2 ; Un chiffre rond ou "La bonne douzaine")
- 111. The Social Sense, mars 1929 (v2 ; Le Savoir-vivre)
- 112. The Spanish Priest, 1906
- 113. The Taipan, octobre 1922 (v2 ; Le P.-d. g.)
- 114. The Three Fat Women of Antibes, octobre 1933 (v1 ; Les Trois Grosses Dames d'Antibes)
- 115. The Traitor, 1927 (v3 ; Le Traître)
- 116. The Treasure, mai 1934 (v2 ; Une perle)
- 117. The Unconquered, avril 1943 (v1 ; L'Indomptable)
- 118. The Verger, juin 1929 (v2 ; Le Bedeau)
- 119. The Vessel of Wrath, avril 1931 (v2 ; Le Fléau de Dieu)
- 120. The Voice of the Turtle, janvier 1935 (v1 ; Le Chant de la touterelle)
- 121. The Wash-Tub, janvier 1929 (v4 ; Le Baquet à lessive)
- 122. The Yellow Streak, août 1925 (v1 ; La Peur dans le sang)
- 123. Virtue, février 1931 (v2 ;Vertu)
- 124. Winter Cruise, juin 1943 (v4 ; Croisière d'hiver)

## Adaptations et Hommages

### Cinéma
Liste partielle
- 1926 : Le Magicien (The Magician), film muet américain réalisé par Rex Ingram, avec Alice Terry et Paul Wegener.
- 1932 : Pluie (Rain), film américain de Lewis Milestone, avec Joan Crawford et Walter Huston.
- 1933 : Haute Société (Our Betters), film américain réalisé par George Cukor, avec Constance Bennett ; d'après la pièce de théâtre éponyme.
- 1933 : The Narrow Corner par Alfred E. Green, adaptation du roman éponyme.
- 1934 : Le Voile des illusions (The Painted Veil), film américain réalisé par Richard Boleslawski, avec Greta Garbo, George Brent, Herbert Marshall, Warner Oland et Jean Hersholt ; 1re adaptation du roman éponyme.
- 1934 : L'Emprise (Of Human Bondage), film américain réalisé par John Cromwell, avec Leslie Howard et Bette Davis, 1re adaptation du roman Of Human Bondage.
- 1935 : The Right to Live, film américain réalisé par William Keighley, d'après la pièce The Sacred Flame.
- 1936 : Quatre de l'espionnage (Secret Agent), film britannique réalisé par Alfred Hitchcock, avec John Gielgud et Peter Lorre, adaptation de deux nouvelles du recueil Mr Ashenden, agent secret.
- 1940: La Lettre (The Letter), film américain réalisé par William Wyler, avec Bette Davis, Herbert Marshall, adaptation de la nouvelle éponyme.
- 1942 : The Moon and Sixpence, film américain réalisé par Albert Lewin, avec George Sanders, Herbert Marshall.
- 1946 : L'Emprise (Of Human Bondage), film américain réalisé par Edmund Goulding, avec Paul Henreid et Eleanor Parker ; 2e adaptation du roman Of Human Bondage, coscénarisée par Somerset Maugham.
- 1946 : Le Fil du rasoir (The Razor’s Edge), film américain réalisé par Edmund Goulding, avec Tyrone Power, Anne Baxter, Gene Tierney et Clifton Webb ; d’après le roman éponyme.
- 1953 : La Belle du Pacifique (Miss Sadie Thompson), film américain réalisé par Curtis Bernhardt, avec Rita Hayworth.
- 1957 : La Passe dangereuse (The Seventh Sin), film américain réalisé par Ronald Neame, avec Bill Travers, Eleanor Parker, Jean-Pierre Aumont et Françoise Rosay ; 2e adaptation du roman éponyme.
- 1964 : L'Ange pervers (Of Human Bondage), film américain réalisé par Ken Hughes, avec Kim Novak et Laurence Harvey ; 3e adaptation du roman Of Human Bondage scénarisée par Somerset Maugham.
- 2000 : Il suffit d'une nuit (Up at the Villa), film anglo-américain réalisé par Philip Haas, avec Kristin Scott Thomas et Sean Penn ; d’après la nouvelle éponyme.
- 2005 : Adorable Julia (Being Julia), film canado-américano-hongrois réalisé par István Szabó, avec Annette Bening, Jeremy Irons ; d’après le roman La Comédienne.
- 2006 : Le Voile des illusions (The Painted Veil), film sino-américain réalisé par John Curran, avec Naomi Watts, Edward Norton, Liev Schreiber et Diana Rigg ; 3e adaptation du roman éponyme.

### Télévision
- 1978 : Théâtre (Teātris), film letton réalisé par Jānis Streičs d'après le roman La Comédienne, avec Vija Artmane ; 1re adaptation du roman.

### Théâtre
- 1954 : Adorable Julia de Marc-Gilbert Sauvajon et Guy Bolton d'après Somerset Maugham, mise en scène Jean Wall, Théâtre du Gymnase (Paris)

### Chanson
- Somerset Maugham a servi d'inspiration à Alain Souchon pour l'écriture d'une chanson intitulée Somerset Maugham, sortie en single en 1981. Elle est devenue une des chansons incontournables d'Alain Souchon.

## Sources
- (en) W. Somerset Maugham, Collected Stories, Everyman's Library, 2004
- W. Somerset Maugham, Les Nouvelles complètes, préface de Robert Merle, Éditions Omnibus, 1992